# Kerron Stewartová
Kerron Stewartová (* 16. dubna 1984, Kingston) je jamajská atletka, jejíž specializací jsou sprinty a štafetové běhy.
Na letních olympijských hrách 2008 v Pekingu vybojovala stříbrnou medaili na stovce společně s reprezentační kolegyní Sherone Simpsonovou v čase 10,98 s a bronz na dvoustovce. V roce 2009 se stala v Berlíně vicemistryní světa v běhu na 100 metrů a s jamajskou štafetou získala zlato na 4 × 100 metrů. Na předešlém šampionátu v japonské Ósace doběhla ve finále stovky na sedmém místě.

## Osobní rekordy
- 100 m – 10,75 s – 10. července 2009, Řím
- 200 m – 21,99 s – 29. června 2008, Kingston